# BetAB-500Sz
BetAB-500Sz (ros. БетАБ-500Ш) – sowiecka hamowana bomba przeciwbetonowa wagomiaru 500 kg.
Bomba BetAB-500SzP może być zrzucana z niewielkich wysokości, także przy prędkościach naddźwiękowych. Ponieważ przy dużych prędkościach hamowanie aerodynamiczne wymagałoby hamulców o dużej powierzchni zastosowano dwustopniowy układ hamujący. Po zrzucie jako pierwszy włącza się silnik rakietowy z dyszą skierowaną do przodu bomby. Po zmniejszeniu prędkości rozkładają się cztery metalowe hamulce aerodynamiczne. W chwili gdy bomba zaczyna opadać pionowo urządzenia hamujące są odrzucane i włącza się silnik rakietowy rozpędzający bombę dzięki czemu może ona przebić grubą warstwę betonu.